# Katharine Hayhoe
Katharine Hayhoe Anne Scott, née en 1973, à Toronto, Ontario, au Canada est une scientifique, climatologue, spécialiste de l'atmosphère. Elle est également professeur agrégée de science politique à Texas Tech University aux États-Unis, où elle est directrice du Centre des sciences du climat. Elle est co-autrice de certains rapports de la National Academy of Sciences.

## Biographie
Katharine nait en 1973, à Toronto, Ontario de parents missionnaires évangéliques.
Elle a étudié la physique et l'astronomie à l’Université de Toronto et a obtenu un Bachelor of Science en 1994. Puis elle a étudié les sciences atmosphériques à l’Université de l'Illinois à Urbana-Champaign et a obtenu un master, puis un doctorat.

### Carrière
Après la fin de ses études scientifiques, elle devient climatologue,
spécialiste de l'atmosphère et professeur agrégé de science politique à Texas Tech University aux États-Unis, où elle est directrice du Centre des sciences du climat. Elle est l'une des fondatrices de l'organisation Citizens Climate Lobby.
Elle a animé plusieurs conférences sur les changements climatiques où elle a partagé ses convictions scientifiques et spirituelles chrétiennes évangéliques,,. Selon elle, son objectif n'est pas de sauver la planète, mais d’aider les victimes qui souffrent de ces bouleversements et dont l’existence est menacée par les inondations, la sécheresse, les pénuries alimentaires et la hausse des niveaux des mers, soit les plus démunis. Elle ajoute que la Bible incite à l'engagement pour ces personnes.
Elle est l'auteur de diverses publications scientifiques et a écrit un livre A Climate for Change: Global Warming Facts for Faith-Based Décisions (Un climat pour le changement: Faits mondiaux du réchauffement climatique pour des décisions basées sur la foi) avec son mari, Andrew Farley, pasteur, en 2009,. Elle est aussi co-auteur de certains rapports sur le U.S. Global Change Research Program, ainsi que certains rapports de la National Academy of Sciences, incluant le 3e rapport du "National Climate Assessment (en)", sorti le 6 mai 2014.
Peu de temps après la publication, Katharine a affirmé : "Le climat change ici et maintenant, et non pas dans un temps ou un lieu lointain", en ajoutant que "Les choix que nous faisons aujourd'hui auront un impact significatif sur notre avenir".

### Vie privée
Elle est mariée à Andrew Farley, professeur associé de linguistique appliquée à la Texas Tech University et pasteur principal de The Grace Church, une église évangélique de Lubbock (Texas).

## Distinctions
En 2014, elle est classée parmi les 100 personnes les plus influentes par le magazine Time.
En 2019, elle a reçu le prix Champions de la Terre des Nations unies.
Elle a reçu 4 doctorats honorifiques.

## Œuvres
- Hayhoe, Katharine; Farley, Andrew (2009). A climate for change: global warming facts for faith-based decisions. FaithWords.  (ISBN 978-0-446-54956-1). (OCLC 318100426)
- Hayhoe, Katharine (2021). Saving Us: A Climate Scientist's Case for Hope and Healing in a Divided World (First ed.). New York, NY: One Signal Publishers.  (ISBN 978-1-9821-4383-1). (OCLC 1262751074).